# Warren Moon
Harold Warren Moon (Los Angeles, 18 de novembro de 1956) é um ex-quarterback de futebol americano e canadense que jogou profissionalmente por vinte e três temporadas. Ele passou a maior parte de sua carreira no Houston Oilers da National Football League (NFL) e no Edmonton Eskimos da Canadian Football League (CFL). Moon também jogou no Minnesota Vikings, Seattle Seahawks e Kansas City Chiefs na NFL.
Moon começou sua carreira profissional com os Eskimos em 1978, depois de não ter sido selecionado no Draft da NFL. Seu sucesso durante suas seis temporadas na CFL o levou à NFL em 1984 com os Oilers. Ao longo de suas 17 temporadas na NFL, Moon foi nomeado para nove Pro Bowls e fez sete aparições nos playoffs. Após dez temporadas com os Oilers, ele teve breves períodos com os Vikings, Seahawks e Chiefs antes de se aposentar aos 44 anos de idade.
Na época de sua aposentadoria, Moon realizou vários recordes profissionais de todos os tempos. Ele foi menos bem sucedido na pós-temporada da NFL, nunca avançando além do Divisional Round, embora ele tenha ganho cinco Grey Cup na CFL. 
Moon foi introduzido no Hall da Fama do Pro Football em 2006, tornando-se o primeiro quarterback afro-americano e o primeiro quarterback não selecionado a receber a honra.

## Primeiros anos
Nascido em Los Angeles, Califórnia, Moon era a criança do meio entre seis irmãs. Seu pai, Harold, era um trabalhador e morreu de doença no fígado quando Moon tinha sete anos de idade. Sua mãe, Pat, era enfermeira e Warren aprendeu a cozinhar, costurar, engomar e cuidar de casa para ajudar a cuidar da família. Ele decidiu desde cedo que só poderia jogar um esporte na escola porque precisava trabalhar o resto do ano para ajudar a família. Ele escolheu jogar futebol americano como quarterback, pois descobriu que poderia jogar uma bola de futebol mais longe, dura e reta do que qualquer pessoa que conhecesse.
Ele se matriculou na Alexander Hamilton High School, usando o endereço de uma das amigas de sua mãe para obter as vantagens de uma reputação acadêmica e atlética melhor do que sua escola de ensino médio poderia oferecer. Ele teve pouco tempo de jogo até o seu penúltimo ano, quando ele assumiu como quarterback do time do colégio. Em sua última temporada em 1973, eles chegaram aos playoffs da cidade, e Moon foi nomeado para a equipe de todas as cidades.

## Carreira universitária
Moon participou de West Los Angeles College por dois anos e foi um quarterback recorde como um calouro em 1974, mas poucas faculdades demonstraram interesse em contratá-lo. O coordenador ofensivo da Universidade de Washington, Dick Scesniak, estava ansioso para trabalhar com ele. Moon era considerado um atleta ligeiramente acima da média que não tinha o tamanho, velocidade ou força para desempenhar outras posições.
Sob o comando do novo técnico Don James, Washington teve um recorde de 11-11 nas duas primeiras temporadas de Moon como titular, mas como um veterano em 1977, ele levou o Huskies ao título da Pac-8 em uma virada por 27-20 no Rose Bowl contra Universidade de Michigan. Moon foi eleito o MVP do jogo com um passe de touchdown de 28 jardas para o wide receiver Robert "Spider" Gaines.

### Estatísticas
| Ano      | Comp | Ten | Pct  | Jardas | TD | Int |
| -------- | ---- | --- | ---- | ------ | -- | --- |
| 1975     | 48   | 112 | 39.0 | 587    | 2  | 2   |
| 1976     | 81   | 175 | 46.3 | 1,106  | 6  | 8   |
| 1977     | 125  | 223 | 56.3 | 1,772  | 12 | 9   |
| Carreira | 254  | 510 | 49.8 | 3,465  | 20 | 19  |

## Carreira profissional

### Canadian Football League
Apesar de seu sucesso colegiado, Moon não foi selecionado no Draft da NFL. Moon assinou com o Edmonton Eskimos da Canadian Football League, onde ele e Tom Wilkinson compartilhavam as tarefas de QB titular e ajudaram a levar os Eskimos a um recorde de cinco vitórias consecutivas na Grey Cup em 1978, 1979, 1980, 1981 e 1982.
Moon venceu o prêmio de MVP da Grey Cup em 1980 e 1982 e se tornou o primeiro quarterback profissional a passar por 5.000 jardas em uma temporada, atingindo exatamente 5.000 jardas em 1982. Em sua temporada final da CFL em 1983, ele jogou para um recorde da liga de 5.648 jardas e ganhou o prêmio de Melhor Jogador do CFL. 
Em seus seis anos no CFL, Moon acumulou 1.369 passes completos em 2.382 tentativas (57.4%) para 21.228 jardas e 144 passes para touchdown. Ele também levou sua equipe à vitória em 9 de 10 jogos de pós-temporada. 
Ele foi introduzido no Hall da Fama do Futebol Canadense em 2001 e no Mural de Honra dos Eskimos. Em 2006, ele ficou em quinto lugar na lista dos 50 maiores jogadores de CFL apresentados pela rede esportiva canadense TSN.

### National Football League

#### Houston Oilers

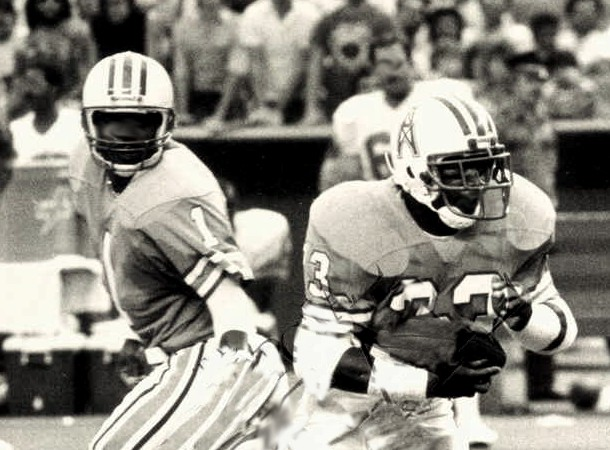
Moon (à esquerda) jogando com o companheiro de equipe Mike Rozier pelo Houston Oilers em 1987.

A decisão de Moon de entrar na NFL provocou uma guerra de lances por seus serviços, vencida pelo Houston Oilers, liderada por Hugh Campbell, seu treinador nas cinco primeiras temporadas em Edmonton. Gifford Nielsen - o quarterback titular em 1983 - retirou-se depois que Moon se juntou à equipe, afirmando que com Moon chegando, a sua partida era inevitável.
Moon teve um difícil período de adaptação, mas teve um recorde de 3.338 jardas em sua primeira temporada em 1984, mas Hugh Campbell tinha um recorde de apenas 8–22 no comando e não terminou a temporada de 1985. Quando o novo treinador, Jerry Glanville, encontrou maneiras de usar melhor o braço forte de Moon em 1986, a equipe começou a ter sucesso. 
Na temporada de 1987, os Oilers registraram um recorde de 9-6, sua primeira temporada vitoriosa desde 1980. Em seu primeiro jogo na pós-temporada na NFL, Moon passou para 237 jardas e um touchdown na vitória por 23-20 na prorrogação contra o Seattle Seahawks no wild card.
Antes da temporada de 1989, Moon assinou uma extensão de contrato no valor de US $ 10 milhões por cinco anos, o que fez dele o jogador mais bem pago da NFL na época. Em 1990, Moon liderou a liga com 4.689 jardas passadas. Ele também liderou a liga em tentativas (584), passes completos (362) e touchdowns (33), e empatou o recorde de Dan Marino com nove jogos de 300 jardas em uma temporada. Isso incluiu 527 jardas contra o Kansas City Chiefs em 16 de dezembro de 1990, o segundo maior número de jardas de todos os tempos em um único jogo. No ano seguinte, ele novamente liderou a liga em jardas passadas, com 4.690. Ao mesmo tempo, ele se juntou a Marino e Dan Fouts como os únicos quarterbacks a ter sucessivas temporadas de 4.000 jardas. Moon também estabeleceu novos recordes da NFL nessa temporada, com 655 tentativas e 404 passes completos.
Em 1992, Moon jogou apenas onze jogos devido a lesões, mas os Oilers ainda conseguiram alcançar um recorde de 10-6. Duas semanas depois, os Oilers enfrentaram os Bills na primeira rodada dos playoffs da AFC. Ajudado pelos 222 jardas e quatro touchdowns de Moon no primeiro tempo, Houston construiu uma vantagem de 28-3 no intervalo e aumentou para 35-3 quando o quarterback de Buffalo, Frank Reich, no terceiro quarto foi interceptado e retornado para um touchdown. Os Bills responderam com cinco touchdowns seguidos na segunda parte, levando uma vantagem de 38-35 com o tempo se esgotando no período final. Moon conseguiu levar os Oilers a um field goal e empatou o jogo em 38-38. Moon acabou tendo uma interceptação na prorrogação que estabeleceu o field goal da vitória do kicker de Buffalo, Steve Christie. Moon terminou o jogo com 36 passes para 371 jardas e quatro touchdowns, com duas interceptações. Suas 36 passes completos foram um recorde pós-temporada da NFL.
A temporada de 1993 foi a melhor dos Oilers com Moon, mas foi a última com a equipe. Houston terminou com um recorde de 12-4 e ganhou a AFC Central, mas perdeu para Joe Montana e o Kansas City Chiefs no Divisional Round por 28-20.
Moon estabeleceu um recorde de vitórias de Houston (70), que se estendeu até que Steve McNair quebrou em 2004, muito tempo depois que o time se tornou o Tennessee Titans. Ele também deixou os Oilers como o líder da franquia em touchdowns passados, jardas passadas, tentativas de passes e passes completos, que ainda são os recordes.

#### Minnesota Vikings, Seattle Seahawks e Kansas City Chiefs
Moon foi negociado para o Minnesota Vikings após a temporada, onde passou para mais de 4.200 jardas em cada uma de suas duas primeiras temporadas, mas perdeu metade da temporada de 1996 com uma clavícula quebrada. O cargo de quarterback titular dos Vikings foi dado a Brad Johnson e Moon foi dispensado depois que ele se recusou a aceitar um corte de US $ 3,8 milhões para ser reserva de Johnson.
Moon assinou com o Seattle Seahawks como agente livre, foi para o Pro Bowl e foi nomeado MVP do Pro Bowl. Depois de um período de dois anos no noroeste do Pacífico, um velho Moon assinou como agente livre com o Kansas City Chiefs como reserva em 1999. Ele jogou em apenas três jogos em dois anos com os Chiefs e anunciou sua aposentadoria aos 44 anos de idade em janeiro de 2001.

### Aposentadoria
Combinando suas estatísticas na NFL e na CFL, os números de Moon são quase inigualáveis no futebol profissional: 5.357 passes completos em 9.205 tentativas de 70.553 jardas e 435 touchdowns. Mesmo que suas estatísticas da CFL sejam descontadas, os números da carreira da NFL de Moon ainda são excepcionais: 3.988 passes completos para 49.325 jardas, 291 touchdown, 1.736 jardas terrestres e 22 touchdowns terrestres.
Ele trabalha como transmissor do Seattle Seahawks na TV e no rádio. No rádio, ele é um locutor junto com o ex-jogador do Seattle Seahawks, Steve Raible. Ele foi eleito para o Hall da Fama do Pro Football em 2006, tornando-se o primeiro jogador do Hall da Fama do Futebol Canadense, o primeiro quarterback que não foi selecionado no draft e o primeiro quarterback afro-americano homenageado. O Tennessee Titans aposentou seu número no intervalo em 1 de outubro de 2006 contra o Dallas Cowboys. Moon ganhou seu primeiro anel do Super Bowl em 2014 como locutor do Seattle Seahawks.
Moon foi mentor de Cam Newton, a primeira escolha geral do Draft de 2011, aludindo às suas experiências comuns como proeminentes quarterbacks afro-americanos. Ele foi suspenso por tempo indeterminado de seu cargo de radicado esportivo depois de ter sido processado, em dezembro de 2017, por assédio sexual.

## Conquistas da carreira

### Números
CFL
| Ano   | Time     | J  | Passando a bola Ten.-Comp. | Jardas | Pct.  | TD  | Int. |
| ----- | -------- | -- | -------------------------- | ------ | ----- | --- | ---- |
| 1978  | Edmonton | 15 | 173–89                     | 1 112  | 0.514 | 5   | 7    |
| 1979  | Edmonton | 16 | 274–149                    | 2 382  | 0.544 | 20  | 12   |
| 1980  | Edmonton | 16 | 331–181                    | 3 127  | 0.547 | 25  | 11   |
| 1981  | Edmonton | 15 | 378–237                    | 3 959  | 0.627 | 27  | 12   |
| 1982  | Edmonton | 16 | 562–333                    | 5 000  | 0.592 | 36  | 16   |
| 1983  | Edmonton | 16 | 664–380                    | 5 648  | 0.572 | 31  | 19   |
| Total | Total    | 94 | 2 382–1 369                | 21 228 | 0.575 | 144 | 77   |

NFL
| Ano      | Time        | J   | Passando a bola Ten.-Comp. | Jardas | Pct.  | TD  | Int. | Sacks-jardas perdidas | Rating |
| -------- | ----------- | --- | -------------------------- | ------ | ----- | --- | ---- | --------------------- | ------ |
| 1984     | Houston     | 16  | 450–259                    | 3 338  | 0.576 | 12  | 14   | 47–371                | 76.9   |
| 1985     | Houston     | 14  | 377–200                    | 2 709  | 0.531 | 15  | 19   | 46–366                | 68.5   |
| 1986     | Houston     | 15  | 488–256                    | 3 489  | 0.525 | 13  | 26   | 41–332                | 62.3   |
| 1987     | Houston     | 12  | 368–184                    | 2 806  | 0.500 | 21  | 18   | 25–198                | 74.2   |
| 1988     | Houston     | 11  | 294–160                    | 2 327  | 0.544 | 17  | 8    | 12–120                | 88.4   |
| 1989     | Houston     | 16  | 464–280                    | 3 631  | 0.603 | 23  | 14   | 35–267                | 88.9   |
| 1990     | Houston     | 15  | 584–362                    | 4 689  | 0.620 | 33  | 13   | 36–252                | 96.8   |
| 1991     | Houston     | 16  | 655–404                    | 4 690  | 0.617 | 23  | 21   | 23–174                | 81.7   |
| 1992     | Houston     | 11  | 346–224                    | 2 521  | 0.647 | 18  | 12   | 16–105                | 89.3   |
| 1993     | Houston     | 15  | 520–303                    | 3 485  | 0.583 | 21  | 21   | 34–218                | 75.2   |
| 1994     | Minnesota   | 15  | 601–371                    | 4 264  | 0.617 | 18  | 19   | 29–235                | 79.9   |
| 1995     | Minnesota   | 16  | 606–377                    | 4 228  | 0.622 | 33  | 14   | 38–277                | 91.5   |
| 1996     | Minnesota   | 8   | 247–134                    | 1 610  | 0.543 | 7   | 9    | 19–122                | 68.7   |
| 1997     | Seattle     | 15  | 528–313                    | 3 678  | 0.593 | 25  | 16   | 30–192                | 83.7   |
| 1998     | Seattle     | 10  | 258–145                    | 1 632  | 0.562 | 11  | 8    | 22–140                | 76.6   |
| 1999     | Kansas City | 1   | 3–1                        | 20     | 0.333 | 0   | 0    | 0–0                   | 57.6   |
| 2000     | Kansas City | 2   | 34–15                      | 208    | 0.441 | 1   | 1    | 5–46                  | 61.9   |
| Total    | Total       | 208 | 6 823–3 988                | 49 325 | 0.584 | 291 | 233  | 458–3 415             | 80.9   |
| Playoffs | Playoffs    | 10  | 403–259                    | 2 834  | 0.643 | 17  | 14   | n/a-n/a               | 85.8   |

## Recordes
Warren Moon permanece estatisticamente como um dos melhores jogadores da história da franquia Oilers / Titans. A partir de 2017, Moon ainda mantém pelo menos 37 recordes dos Titans, incluindo:
- Mais Conclusões (carreira): 2,632[24]
- Mais Conclusões (temporada): 404 (1991)
- Mais Conclusões (jogo): 41 (1991-11-10 DAL)
- Mais Conclusões (playoffs): 230
- Mais Conclusões (jogo de playoffs): 36 (1993-01-03 @BUF)
- Mais Conclusões (temporada de novato): 259 (1984) [24]
- Mais passes tentados (carreira): 4,546
- Mais passes tentados (tem´porada): 655 (1991)
- Mais passes tentados (playoff): 351
- Mais passes tentados (jogo de playoffs): 50 (1993-01-03 @BUF)
- Mais passes tentados(temporada de novato): 450 (1984)
- Mais jardas passadas (carreira): 33,685
- Mais jardas passadas (temporada): 4,690 (1991)
- Mais jardas passadas (jogo): 527 (1990-12-16 @KAN)
- Mais jardas passadas (playoff): 2,578
- Mais jardas passadas (jogo de playoff): 371 (1993-01-03 @BUF)
- Mais jardas passadas (temporada de novato): 3,338 (1984)
- Mais passes para TD (carreira): 196
- Mais passes para TD (pós-temporada): 15
- Mais passes para TD (playoffs): 5 (1991)
- Mais passes para TD (jogo de playoffs): 4 (1993-01-03 @BUF)
- Mais interceptações (playoffs): 12
- Mais sacks (carreira): 315
- Mais sacks (temporada): 47 (1984)
- Mais sacks (jogo): 12 (1985-09-29 DAL)
- Mais sacks (playoffs): 22
- Mais sacks (jogos de playoffs): 9 (1994-01-16 KAN)
- Mais sacks (temporada de novato): 47 (1984)
- Mais jogos com +300 jardas passadas (carreira): 42
- Mais jogos com +300 jardas passadas (temporada): 9 (1990)
- Mais jogos com +300 jardas passadas (playoffs): 4
- Mais jogos com +300 jardas passadas (temporada de novato): 4
- Mais temporadas com +4,000 jardas passadas: 2

## Vida pessoal

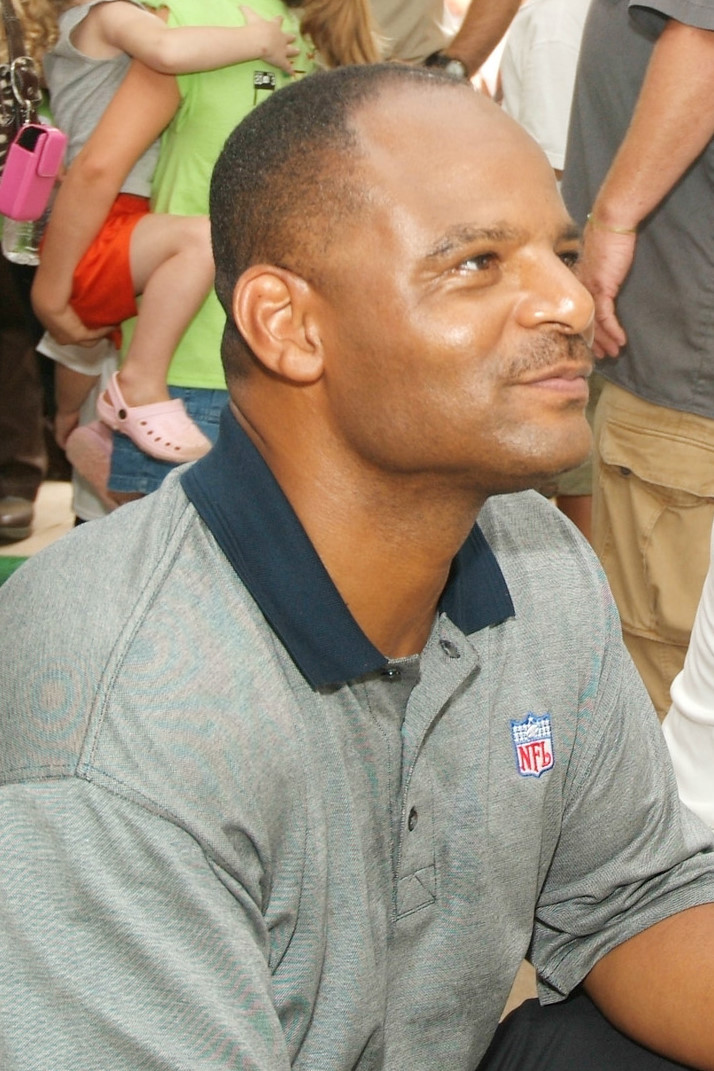
Moon na festa de lançamento do Madden NFL 07

Moon se casou com Felicia Hendricks, que ele conhecia desde os 16 anos de idade, em 1981. 
Em 1994, uma ex-líder de torcida dos Vikings acusou Moon de assediá-la sexualmente e o caso foi resolvido fora dos tribunais.
Em 1995, Moon foi preso após um incidente com sua esposa em sua casa. Moon foi absolvido depois que sua esposa testemunhou que ela iniciou a violência e que ele estava tentando contê-la. Eles se divorciaram em 2001. Eles têm quatro filhos juntos, incluindo uma filha, Blair, que era membro da equipe feminina de vôlei de Tulane University. Moon é casado com Mandy Ritter desde 2005.
Moon apareceu no filme "Um Domingo Qualquer" em uma participação especial como treinador de Nova York.
Em 2007, Moon foi preso por suspeita de dirigir embriagado em Kirkland, um subúrbio de Seattle. As acusações foram reduzidas a direção negligente depois que Moon registrou níveis de álcool abaixo de 0,07 na delegacia. Moon se declarou culpado da acusação e foi condenado a 40 horas de serviço comunitário.